# Puščava Nefud
Nefud ali Nafud, tudi Al-Nefud (arabsko صحراء النفود, ṣahrā 'al-nefud), je puščava v severnem delu Arabskega polotoka, ki zavzema veliko ovalno depresijo.
Dolga je 290 km in 225 km široka, s površino okoli 103.600 km².
Nefud je peščeno morje (angl. erg), poznan po silovitih pasatnih vetrovih, ki ustvarjajo velike sipine v obliki polmeseca. Pesek je v Nefudu rdečkaste barve (opečne barve). Dežuje samo enkrat ali dvakrat letno. V nekaterih nižinskih območjih v bližini gorovja Hedžas so oaze, kjer je razvito kmetijstvo. Vzgajajo: datlje, zelenjavo, ječmen iv sadje. Puščava Nefud je povezana z Rub al-Hali preko Dahne, 1290 km dolgim in do 80 km širokim koridorjem prodnatih ravnic in peščenih sipin.
Med arabskim uporom leta 1917 so sile, ki jih je vodil Auda ibu Tadži, napadle turško obalno mesto Akaba na njegovem slabo branjenem vzhodnem boku. Pristop je potekal po dolgi in široki puščavski poti, ki poteka blizu roba Nafuda. Polkovnik T. E. Lawrence je prosil Audo ibu Taja, naj dovoli njihovi skupini, da skrene s poti v Nafud. Auda ga je zavrnil, ker naj bi bilo nepotrebno. Njihov oster tranzit ni vključeval vstopa v Nafud, kot je prikazano v filmu Lawrence Arabski.
Odkritje 85.000 let starega fosiliziranega človeškega prsta v An Nafudu leta 2016, ki ga je našel Mathieu Duval z univerze Griffith, je zagotovilo najzgodnejše dokaze o sodobnem človeku zunaj Afrike in Levanta.
Puščava je kraj odkritja neolitskih Mustatilskih zgradb (arabsko مستطيل, mustaṭīl - pravokotnik). So pravokotne kamnite stavbe. Po radiokarbonski analizi izvirajo iz okoli 5000 pr. n. št. Znanih je nekaj sto primerov.